# Kennedy Ridge
Kennedy Ridge ist ein 6 km langer, vereister und auffällig gerader Gebirgskamm im ostantarktischen Viktorialand. In der Royal Society Range erstreckt er sich vom Mount Moxley in westlicher Richtung zwischen dem Potter- und dem Wirdnam-Gletscher.
Das Advisory Committee on Antarctic Names benannte ihn 1994 nach Nadene G. Kennedy, Koordinatorin in der Abteilung für Polarprogramme der National Science Foundation.